# Bofors Gymnastikförening
Bofors Gymnastikförening (BG) är en gymnastikförening i Karlskoga som grundades 1909.

## Historik
Det var en av Bofors-Gullspångs AB överingenjörer, Ernst Thunberg, som grundade föreningen den 11 januari 1909.
Flera gånger har medlemmar i BG deltagit i de olympiska spelen. Vid de olympiska sommarspelen 1936 i Berlin deltog både män och kvinnor i en grupp. Drygt ett decennium senare deltog en enskild medlem vid de olympiska sommarspelen 1948.
BG erbjuder bland annat truppgymnastik, bamsegympa och freerunning.